# Ursula Binder-Hagelstange
Ursula Binder-Hagelstange (* 16. Oktober 1911 in Eschweiler; † 20. Dezember 2003 in Freiburg im Breisgau) war eine deutsche Kunsthistorikerin und Journalistin.

## Leben und Werk
Geboren wurde sie als Tochter des Fortbildungsschuldirektors Hermann Hagelstange und der Ida, geb. Sondermann, in Eschweiler. Ihr Onkel war der Direktor des Kölner Wallraf-Richartz-Museums Alfred Hagelstange. Sie besuchte das Oberlyzeum in Eschweiler, wo sie 1931 ihr Abitur ablegte. Anschließend studierte sie Archäologie, Kunstgeschichte, Philosophie und Germanistik in Frankfurt am Main und Berlin. Sie promovierte 1937 mit einer Arbeit zum Thema „Der mehrfigurige Kalvarienberg in der Rheinischen Malerei von 1300–1430. Die Entwicklung des Kalvarienbergs vom Andachtsbild zum Kreuzigungsdrama“ in Berlin bei Wilhelm Pinder.
Nach 1945 schrieb sie zunächst für die Badische Zeitung und war Geschäftsführerin des Freiburger Kunstvereins, dann wirkte sie von 1953 bis 1972 als Kunstkritikerin für die Frankfurter Allgemeine Zeitung. Jenseits ihrer Beschäftigung mit Kunst galt ihr besonderes Interesse Ägypten.
Aus ihrer Ehe mit dem Architekten Wolfgang Binder gingen drei Kinder hervor, darunter der Maler Michael Balthasar Binder. Teile ihres Nachlasses befinden sich im Zentralarchiv für deutsche und internationale Kunstmarktforschung an der Universität Köln.

## Veröffentlichungen (Auswahl)
- Der mehrfigurige Kalvarienberg in der Rheinischen Malerei von 1300–1430. Die Entwicklung des Kalvarienbergs vom Andachtsbild zum Kreuzigungsdrama, Berlin 1937. 77 S.
- Ägypten. Ein Reiseführer, Olten 1966.
- Der Zauberberg. Eine Erfurter Kindheitserinnerung, in: F.A.Z. vom 16. Oktober 1991.
- (Hg.) Der Deutsche Künstlerbund in Aachen 1992. 27. September bis 15. November 1992. Skulptur, Plastik, Objekt, Installation, Fotografie, Aachen 1992.
- Album prägender Erinnerungen, Eggingen 1997. 167 S.